# Бонеа
Бонеа (італ. Bonea) — муніципалітет в Італії, у регіоні Кампанія,  провінція Беневенто.
Бонеа розташована на відстані близько 200 км на південний схід від Рима, 45 км на північний схід від Неаполя, 16 км на південний захід від Беневенто.
Населення — 1475 осіб (2014).
Щорічний фестиваль відбувається 6 грудня . Покровитель — святий Миколай.

## Демографія
Населення за роками:

Станом на 1 січня 2023 року в муніципалітеті офіційно проживало 59 іноземців з 20 країн, серед них 25 громадян країн Євросоюзу та 3 громадяни України.

## Сусідні муніципалітети
- Аїрола
- Буччано
- Монтезаркьо
- Ротонді
- Токко-Каудіо